# Nikolaos Lewidis (strzelec)
Nikolaos M. Lewidis (gr. Νικόλαος Λεβίδης, ur. 25 sierpnia 1868 na wyspie Korfu, nieznana data śmierci) – grecki strzelec, uczestnik Letnich Igrzysk Olimpijskich 1896 i Letnich Igrzysk Olimpijskich 1912. 
Lewidis brał udział w Letnich Igrzyskach Olimpijskich 1896 w Atenach w konkurencji karabinu dowolnego. Jego miejsce i wynik nie są znane, choć nie ukończył zawodów w pierwszej piątce. 
Szesnaście lat później, podczas Letnich Igrzysk Olimpijskich 1912, Lewidis brał udział w następujących konkurencjach: 
- karabin wojskowy, trzy postawy, 300 m – 4. miejsce[3]
- karabin małokalibrowy, znikająca tarcza, 25 m, drużynowo – 4. miejsce[4]
- karabin małokalibrowy leżąc, 50 m, drużynowo – 6. miejsce[5]
- karabin wojskowy, drużynowo – 7. miejsce[6]
- runda pojedyncza do sylwetki jelenia – 15. miejsce[7]
- karabin małokalibrowy, znikająca tarcza, 25 m – 30. miejsce[8]
- pistolet pojedynkowy, 30 m – 34. miejsce[9]
- karabin wojskowy, dowolna postawa, 600 m – 52. miejsce[10]